# Medizinische Leitlinie
Medizinische Leitlinien (guidelines) sind systematisch entwickelte Aussagen zur Unterstützung der Entscheidungsfindung von Ärzten, anderen im Gesundheitssystem tätigen Personen und Patienten. Das Ziel ist eine angemessene gesundheitsbezogene Versorgung in spezifischen klinischen Situationen.
Durch Leitlinien soll die Transparenz medizinischer Entscheidungen gefördert werden. Sie werden entwickelt, indem zu speziellen Versorgungsproblemen Wissen aus unterschiedlichen Quellen zusammengetragen und gewertet wird. Zudem ist eine Berücksichtigung und Diskussion gegensätzlicher Standpunkte und besonderer situativer Erfordernisse wichtiger Bestandteil der Leitlinienentwicklung. Leitlinien entbinden den Arzt nicht von der Überprüfung der individuellen Anwendbarkeit im konkreten Fall, sie dienen lediglich als Entscheidungshilfen und sind rechtlich nicht verbindlich. Dies unterscheidet sie von Richtlinien.

## Begriffsklärung
Der Begriff der Leitlinie unterliegt keiner Normierung (in Abgrenzung dazu siehe Richtlinie). Deshalb können medizinische Leitlinien von sehr unterschiedlicher Qualität sein.
Idealerweise unterliegen medizinische Leitlinien einem systematischen und transparenten Entwicklungsprozess; sie sind wissenschaftlich fundierte, praxisorientierte Handlungsempfehlungen. Ihr Hauptzweck ist die Darstellung des fachlichen Entwicklungsstandes (Stand der Wissenschaft). Sie geben Ärzten, Patienten und anderen an der medizinischen Versorgung Beteiligten Orientierung im Sinne von Entscheidungs- und Handlungsoptionen. Die Umsetzung liegt bei der fallspezifischen Betrachtung im Ermessensspielraum des Behandlers; ebenso sind im Einzelfall die Präferenzen der Patienten in die Entscheidungsfindung einzubeziehen.
Bei einer evidenz- und konsensbasierten Leitlinie handelt es sich um den Konsens multidisziplinärer Expertengruppen zu bestimmten Vorgehensweisen in der Medizin unter Berücksichtigung der besten verfügbaren Evidenz. Der Konsens wird durch ein definiertes transparent gemachtes Vorgehen erzielt. Er basiert auf systematischen Recherchen und der Analyse der wissenschaftlichen Evidenz aus Klinik und Praxis sowie deren Einteilung in Evidenzklassen.
In Deutschland werden medizinische Leitlinien in erster Linie von der Arbeitsgemeinschaft der Wissenschaftlichen Medizinischen Fachgesellschaften (AWMF), von der ärztlichen Selbstverwaltung (Bundesärztekammer [BÄK] beziehungsweise Bundeszahnärztekammer [BZÄK] und Kassenzahnärztliche Bundesvereinigung [KZBV]) oder von Berufsverbänden entwickelt und verbreitet. Informationen über und Zugang zu internationalen Leitlinien-Projekten und -Agenturen bietet das Guidelines International Network mit der weltweit umfangreichsten Leitlinien-Datenbank.
Leitlinien für die strukturierte medizinische Versorgung (d. h. für die Integrierte Versorgung und für Disease-Management-Programme) werden Nationale VersorgungsLeitlinien (NVL) genannt. Das von der Bundesärztekammer, der Kassenärztlichen Bundesvereinigung und der Arbeitsgemeinschaft der Wissenschaftlichen Medizinischen Fachgesellschaften getragene Programm für Nationale VersorgungsLeitlinien wurde beim Ärztlichen Zentrum für Qualität in der Medizin (ÄZQ) von 2002 bis 2024 im Rahmen des ÄZQ-Leitlinienprogramms redaktionell betreut. Daneben erstellt das Zentrum Zahnärztliche Qualität (ZZQ), das von der Bundeszahnärztekammer und der Kassenzahnärztlichen Bundesvereinigung getragen wird, Leitlinien.
Neben den medizinischen Leitlinien, die in erster Linie für Ärzte erstellt werden, gibt es entsprechende Fachinformationen für Patienten, sogenannte Patientenleitlinien. In der interdisziplinären Pflege (Alten-, Kranken-, Kinderpflege) existieren einige, den Leitlinien verwandte Expertenstandards.

## Rechtliche Einordnung
Medizinische Leitlinien stellen keine Rechtsnormen dar, die die Judikative binden. Sie können von Fall zu Fall die im Verkehr erforderliche Sorgfalt gemäß § 276 BGB konkretisieren, wenn sie die Anschauung der Verkehrskreise in einer Art und Weise definieren, die ein Abweichen als unvernünftig und gefahrerhöhend erscheinen lässt. Betreffen Leitlinien den Kern ärztlicher Tätigkeit, stellen sie lediglich Anhaltspunkte dar. In keinem Fall ersetzt ihre kritiklose Befolgung den individuellen Entscheidungsprozess im jeweiligen Einzelfall.
Der Bundesgerichtshof hat entschieden, dass

„die Anwendung nicht allgemein anerkannter Therapieformen und sogar ausgesprochen paraärztlicher Behandlungsformen rechtlich grundsätzlich erlaubt ist. Es kann dahingestellt bleiben, ob dies schon deswegen der Fall sein muß, weil sich eine Beschränkung der Methodenfreiheit aus Rechtsgründen als Hemmnis des medizinischen Fortschritts bzw. als Stillstand der Medizin darstellen würde. Jedenfalls aber folgt dies aus dem Selbstbestimmungsrecht eines um die Tragweite seiner Entscheidung wissenden Patienten. Denn da dieser das Recht hat, jede nicht gegen die guten Sitten verstoßende Behandlungsmethode zu wählen, kann aus dem Umstand, daß der Heilbehandler den Bereich der Schulmedizin verlassen hat, nicht von vornherein auf einen Behandlungsfehler geschlossen werden.“

Die Methodenfreiheit (Therapiefreiheit) bedeutet keinen Freibrief für Gewissenlosigkeit; die Wahlfreiheit des Arztes ist durch das Interesse des Patienten an sorgfältiger Behandlung begrenzt. Im Rahmen der gesetzlichen Krankenversicherung ist ferner das Wirtschaftlichkeitsgebot zu beachten. Gleichzeitig ist eine Verpflichtung zur „Leitlinienbehandlung“ gegen den Willen des Patienten (Selbstbestimmungsrecht) undenkbar.

## Leitlinien-Entwicklung
Nach dem System des AWMF-Regelwerks Leitlinien werden Leitlinien in vier Entwicklungsstufen von S1 bis S3 entwickelt und klassifiziert, wobei S3 die höchste Qualitätsstufe der Entwicklungsmethodik ist.
- S1: Die Leitlinie wurde von einer Expertengruppe im informellen Konsens erarbeitet.
- S2k: Eine formale Konsensfindung hat stattgefunden.
- S2e: Eine systematische Evidenz-Recherche hat stattgefunden.
- S3: Die Leitlinie hat alle Elemente einer systematischen Entwicklung durchlaufen (Logik-, Entscheidungs- und Outcome-Analyse, Bewertung der klinischen Relevanz wissenschaftlicher Studien und regelmäßige Überprüfung).

Die methodische Qualität einer S3-Leitlinie ist dementsprechend höher als die einer S2- oder S1-Leitlinie. Die bei der AWMF gelisteten Leitlinien verteilen sich auf ca. 37 % S1-Leitlinien/Handlungsempfehlungen, ca. 37 % S2-Leitlinien und ca. 26 % S3-Leitlinien (Stand: Juni 2020).

### Evidenzklasse
Die in eine medizinische Leitlinie einbezogene Evidenz wird nach einer Klasseneinteilung differenziert (Evidenzgrad). Leitlinien werden einzeln solchen Evidenzklassen zugeordnet. Es werden verschiedene Klassifizierungssysteme verwendet, es gibt keinen internationalen oder europäischen Standard. Breite Anerkennung hat die Klassifikation von Cochrane Deutschland, die von der höchsten Evidenzstufe Ia (wenigstens ein systematischer Review auf der Basis methodisch hochwertiger kontrollierter, randomisierter Studien) bis zur niedrigsten Evidenzstufe IV (Meinungen und Überzeugungen von angesehenen Autoritäten mit klinischer Erfahrung und von Expertenkommissionen, beschreibende Studien) reicht.

### Empfehlungsgrad
Es werden Behandlungsempfehlungen mit einem bestimmten Empfehlungsgrad (synonym: Empfehlungsstärke) entwickelt. Verbreitet in Deutschland ist folgende Unterscheidung:
- Grad A, „Soll“-Empfehlung: zumindest eine randomisierte kontrollierte Studie von insgesamt guter Qualität und Konsistenz, die sich direkt auf die jeweilige Empfehlung bezieht und nicht extrapoliert wurde (Evidenzstufen Ia und Ib)
- Grad B, „Sollte“-Empfehlung: gut durchgeführte, aber nicht randomisierte klinische Studien mit direktem Bezug zur Empfehlung (Evidenzstufen II oder III) oder Extrapolation von Evidenzebene I, falls der Bezug zur spezifischen Fragestellung fehlt
- Grad C, „Kann“-Empfehlung: Berichte von Expertenkreisen oder Expertenmeinung und/oder klinische Erfahrung anerkannter Autoritäten (Evidenzkategorie IV) oder Extrapolation von Evidenzebene IIa, IIb oder III, wenn keine direkt anwendbaren klinischen Studien von guter Qualität verfügbar waren

Wenn es für eine Behandlungsmethode keine experimentellen wissenschaftlichen Studien gibt, diese nicht möglich sind oder nicht angestrebt werden, das Behandlungsverfahren aber dennoch allgemein üblich ist und innerhalb der Konsensusgruppe eine Übereinkunft über das Verfahren erzielt werden konnte, so erhält diese Methode die Empfehlungsstärke Good Clinical Practice (GCP, synonym: KKP = Klinischer Konsensuspunkt).

## Aktualisierung
Leitlinien der AWMF sind bis zu fünf Jahre ab ihrer Verabschiedung gültig, anschließend werden sie nicht mehr online veröffentlicht. In Bereichen mit hoher Forschungsdynamik werden auch Living Guidelines (lebende Leitlinien) publiziert, diese müssen mindestens jährlich auf Aktualität geprüft werden.

## Kritik
- In der Praxis werden Leitlinien häufig mangelhaft umgesetzt.[9] Als Gründe werden unter anderem mangelnde Praxistauglichkeit im Arzt-Patientenkontakt und unzureichende Verständlichkeit für medizinische Laien angegeben.[10]
- Evidenzbasierte Medizin: Der Publikationsbias, d. h. die statistisch verzerrte Darstellung wissenschaftlicher Ergebnisse infolge einer bevorzugten Veröffentlichung von Studien mit positiven bzw. signifikanten Ergebnissen, führt dazu, dass wichtige Forschungsergebnisse verfälscht werden, da z. B. negative Studien seltener veröffentlicht werden.
- Der Einfluss von Interessengruppen (z. B. von pharmazeutischen Unternehmen) auf die Entwicklung und Verbreitung von Leitlinien ist groß und wird immer wieder kritisiert.[11][12][13] Das Projekt Leitlinienwatch wies darauf hin, dass die Autoren medizinischer Leitlinien zu häufig mit der Industrie verflochten sind, beispielsweise durch Beraterverträge, Vortragshonorare und Industrie-finanzierte Studien. Diese Interessenkonflikte können die Zuverlässigkeit medizinischer Informationen massiv beeinträchtigen.[14][15]
- Leitlinien sind nicht geeignet auf Fragen zu antworten, die sich bei der Einführung von Innovationen ergeben. Hierzu ist der Erstellungsprozess zu aufwendig und damit zu langwierig.[16]
- Laut einer Untersuchung aus dem Jahr 2005 waren viele Leitlinien, auch vermeintlich evidenzbasierte, von unzureichender methodischer Qualität, so dass die Gefahr besteht, dass die in ihnen enthaltenen Empfehlungen bei ihrer Umsetzung nicht den gewünschten Effekt einer Verbesserung der Versorgung erreichen.[17]
- Leitlinien unterschiedlicher Herausgeber geben zu gleichen Themen differente Empfehlungen. Dieses wird insbesondere dann ein Problem, wenn es sich um große internationale und national renommierte Organisationen handelt und sich die Anwender somit widersprüchlichen Empfehlungen gegenübersehen.[17]

## Pflegeleitlinien
Zum Vermeiden von Begriffskonflikten werden die Leitlinien der Pflege als Expertenstandards, eine Form von Pflegestandard, publiziert, welche bisher vom Deutschen Netzwerk für Qualitätsentwicklung in der Pflege entwickelt, verfasst und veröffentlicht wurden.
Mit dem Pflege-Weiterentwicklungsgesetz wurden die Erstellung und die Aktualisierung der Expertenstandards den Vertretern der Pflegekassen und Pflegeeinrichtungen übergeben, also den Vertragsparteien nach § 113 SGB XI.

## Patientenleitlinien
Patientenleitlinien vermitteln die Inhalte evidenzbasierter Leitlinien an Patienten und Angehörige. Neben Informationen, die inhaltlich mit den entsprechenden Versorgungsleitlinien identisch, aber laienverständlich umformuliert sind, enthalten sie zusätzliche Angaben, die den Bedürfnissen von Patienten entsprechen. Sie erläutern die optimalen Versorgungsstrukturen, vermitteln Hintergrundinformationen zur Funktionsweise des jeweiligen Körperorgans oder -systems und zu dessen krankhafter Veränderung, leiten zum Selbstmanagement an, unterstützen die Arzt-Patienten-Kommunikation (etwa durch Checklisten) und nennen weiterführende Hilfen.